# Chaim Kreiswirth
Chaim Kreiswirth (né le 17 décembre 1918 à Wojnicz (Pologne) et mort le 30 décembre 2001 à Jérusalem (Israël)) est un rabbin orthodoxe d'origine polonaise. Il est le rabbin d'Anvers (Belgique) et un Rosh Yeshiva à Jérusalem. Il est le gendre du rabbin Avraham Grodzinski et le beau-frère du rabbin Shlomo Wolbe.

## Biographie
Chaim Kreiswirth, est né le 17 décembre 1918 à Wojnicz en Pologne. Il est le fils de Avrohom Yosef Schermann et de Perla Kreiswirth. Avrohom Yosef Schermann est né 1876 à Magnuszew (Pologne) et est mort en 1941. Perla Kreiswirth est la fille de Aaron Kreiswirth et Esther Kreiswirth.
Il épouse Sara Grodzinski, une des filles du rabbin Avraham Grodzinski née le 14 janvier 1921 à Kaunas, en Lituanie et morte à Lakewood, au New Jersey en 2012,. Sa sœur Rivka Grodzinski épouse le rabbin Shlomo Wolbe.